# Очняк Лікаон

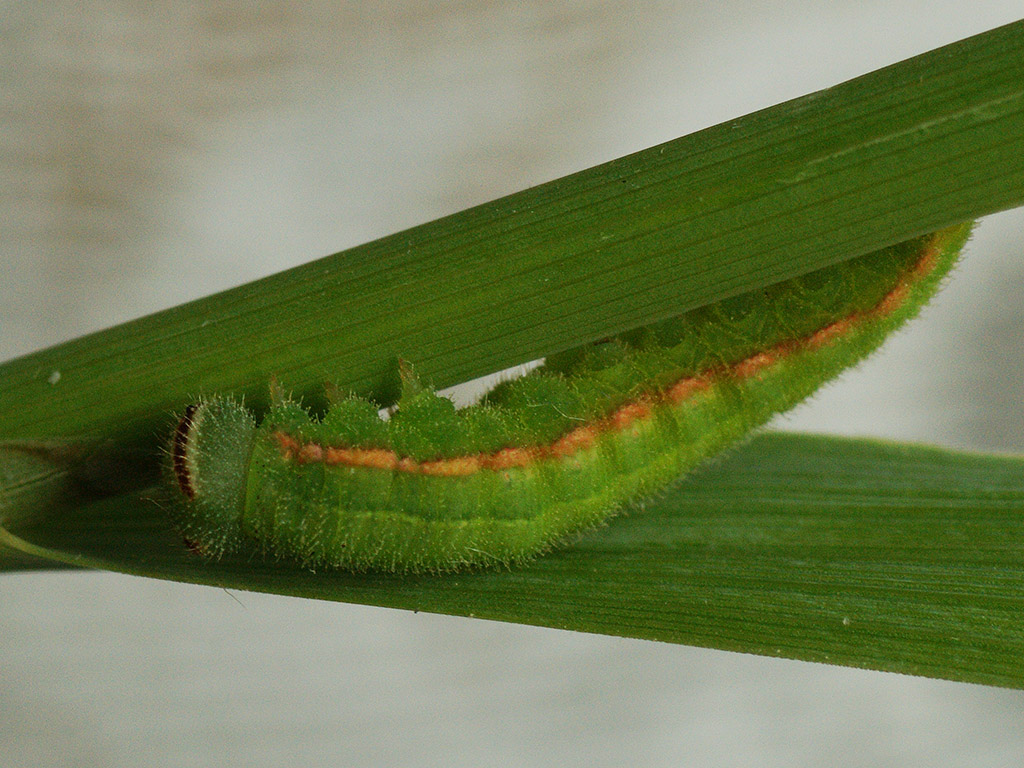
Гусениця

Очняк Лікаон (Hyponephele lycaon) — вид денних метеликів родини сонцевиків (Nymphalidae).

## Назва
Вид названий на честь персонажа давньогрецької міфології Лікаона, аркадійського царя, якого Зевс перетворив у вовка.

## Поширення
Вид поширений в Європі, Західній, Центральній та Північній Азії від Португалії до Кореї.

## Опис
Довжина переднього крила 19-24 мм, розмах крил 36-43 мм. Передні крила самця на верхній стороні сіро-коричневого кольору зі сліпим чорним «вічком» білч вершини. Андроконіальне поле у самців вузьке, слабо помітне, перетинається двома світлішими жилками. Передні крила самиць сіро-коричневого кольору, з двома великими вічками на загальному вохристому полі. На передньому крилі у самиць жовта облямівка навколо верхнього і нижнього чорних вічок зазвичай зливається у вигляді вісімки. Задні крила знизу буро-сірого кольору, без чорних вічок.

## Спосіб життя
Вид трапляється на степових та лучних ділянках, узліссях, обабіч доріг. Метелики літають з кінця травня до першої половини вересня. Самиці відкладають яйця поштучно на листя кормових рослин. Гусениці живляться різними злаками, такими як тонконіг, костриця, стоколос, ковила тощо. Заляльковується на нижньому боці листків рослин. Зимують гусениці молодших віків.